# Ufficio sottoprefettizio generale di Okhotsk
L'ufficio sottoprefettizio generale di Okhotsk (オホーツク総合振興局?, Ohōtsuku-sōgō-shinkō-kyoku) è un ufficio sottoprefettizio generale della prefettura di Hokkaidō, in Giappone. Ha preso il posto della sottoprefettura di Abashiri (網走支庁?, Abashiri-shichō), a cui è stato mutato lo status ed il nome il 1º aprile 2010. Tale cambiamento è avvenuto a seguito della riorganizzazione, in vigore dallo stesso 1º aprile 2010, delle 14 sottoprefetture di Hokkaidō, che sono diventate 9 uffici sottoprefettizi generali e 5 uffici sottoprefettizi.
La sottoprefettura di Abashiri, che fu istituita nel 1897, aveva preso il nome del suo capoluogo, la città di Abashiri. La zona che formava questa suddivisione è conosciuta come regione di Okhotsk (オホーツク地方?, Ohōtsuku-chihō), che si affaccia sull'omonimo mare di Okhotsk, ed è situata nella parte a nord-est di Hokkaidō.
L'ufficio sottoprefettizio generale di Okhotsk amministra un'area di 10.690,09 km² in cui vivevano, nel settembre del 2010, 309.487 abitanti, per una densità di 28,95 ab./km².

## Geografia antropica

### Suddivisioni amministrative
- Città:
  - Abashiri (capoluogo)
  - Kitami
  - Monbetsu
- Distretti
  - Distretto di Abashiri, composto dai seguenti comuni:
    - Bihoro
    - Ōzora
    - Tsubetsu

  - Distretto di Monbetsu, composto da:
    - Engaru
    - Nishiokoppe
    - Okoppe
    - Ōmu
    - Takinoue
    - Yūbetsu

  - Distretto di Shari, composto da:
    - Kiyosato
    - Koshimizu
    - Shari

  - Distretto di Tokoro, composto da:
    - Kunneppu
    - Oketo
    - Saroma